# Barry Barish
Barry Barish (Omaha, 1936. január 27. –) amerikai kísérleti fizikus, egyetemi oktató, fizikus, asztrofizikus.

## Díjai
- fizikai Nobel-díj (Rainer Weiss, Kip Thorne, 2017)[3][4]
- Henry Draper-érem (Stanley E. Whitcomb, 2017)
- Asturias hercegnője műszaki és természettudományos kutatási díj (2017)
- Enrico Fermi-díj (2016)
- az Amerikai Fizikai Társaság tagja
- a Bolognai Egyetem díszdoktora (2006)
- a Glasgow-i Egyetem díszdoktora (2013)
- a Szófiai Ohridi Szent Kelemen Egyetem díszdoktora
- Foreign Member of the Royal Society (2019. április 16., 2019)[6]
- Giuseppe and Vanna Cocconi Prize (2017)[5]
- Honorary doctorate of the University of Florida
- Nemzeti Tudományos Érem (2022)